# 대한민국의 달탐사 계획
대한민국의 달탐사 계획(영어: Korean Lunar Exploration Program, KLEP)은 달 궤도선과 착륙선을 개발하는 한국항공우주연구원(KARI)이 주관하는 달 탐사 계획이다. 최초 계획에 따르면 2020년에 달탐사위성 제1호, 2025년 달탐사 제2호인 한국형 달 탐사선을 발사할 계획이었으나, 1단계는 2017년, 2단계는 2020년으로 일정이 앞당겨졌다. 하지만 2020년까지 1단계 달 궤도선을 발사하고, 선행기술이 확보되면 2032년까지 달 착륙선을 개발하는 것으로 계획이 미루어졌다.

## 계획
2013년 1월 30일 나로호 발사가 성공한 것으로 공식 확인한 브리핑에서, 김승조 한국항공우주연구원 원장은 "(당초의 2021년이 아니라) 2018년이나 2017년께 한국형발사체가 나올 수도 있다"며 "한국형발사체가 앞당겨지면 2020년에는 달 탐사를 시도해볼 수 있을 것"이라고 말했다.

### 1단계: 달 궤도선
달 탐사 1단계는 한국형 달 궤도선을 개발하는 사업이다. 이름은 '다누리'로 명명되었으며, 주요 임무는 달 관측을 포함한 여러 과학기술 임무를 수행하는 것이다. 다누리에는 대한민국의 연구기관들이 개발한 탑재체가 실렸다. 주요 탑재체로는 한국항공우주연구원의 고해상도카메라, 한국천문연구원의 광시야편광카메라, 경희대학교의 자기장측정기, 한국지질자원연구원의 감마선분광기, 한국전자통신연구원의 우주인터넷 등이 있다.
2022년 8월 4일 미국 케이프커내버럴 우주군 기지에서 발사되었다. 2023년 8월 5일 기준, 다누리의 총 비행거리는 3천801만km였고, 지구로 보낸 고해상도 달 사진은 2,576장이었다. 이후 다누리는 달 착륙 후보지 탐색, 달 과학연구, 우주인터넷 기술 검증 등 과학기술 임무를 수행하고 있다.
다누리의 임무 기간은 원래 2023년 말까지였으나, 잔여 연료량 등을 고려하여 2025년 말까지로 임무 기간이 연장되었다.
2022년 7월 이전에 팰컨 9에 실려 발사 예정인 달 궤도선에는 달의 물과 얼음을 탐지하는데 쓰일 NASA의 특수 카메라를 비롯해 고해상도 카메라, 자원 탐사 장비, 적외선과 암석 측정 장치 등 6개의 탑체체가 실릴 예정이다.

### 2단계: 달 착륙선
2032년 진행될 달 탐사 2단계에서는 달착륙선인 한국형 달 착륙선을 개발하여 KSLV-III 로켓으로 자력 발사할 계획이다. 착륙선은 태양에너지를 많이 받기 위해 6각형 형태로 설계되었고, 탐사 로봇은 몸체는 탄소 복합체, 바퀴는 알루미늄으로 만들어질 예정이다. 2027년까지 달 착륙선의 예비 설계가 이루어지면, 2029년까지 달 착륙선 상세 설계를 완료하고 이후 본격적인 제작과 시험에 들어갈 계획이다.

## 같이 보기
- 일본의 달탐사 계획(JLEP)